# Sundtjärnarna (Jokkmokks socken, Lappland, 735952-169522)
Sundtjärnarna är en sjö i Jokkmokks kommun i Lappland och ingår i Luleälvens huvudavrinningsområde.